# Rafael Arcadio Bernal Supelano
Rafael Arcadio Bernal Supelano CSsR (* 28. November 1934 in Zipaquirá, Kolumbien; † 11. Januar 2019 in Bucaramanga) war ein kolumbianischer Ordensgeistlicher und römisch-katholischer Bischof von Líbano-Honda.

## Leben
Rafael Arcadio Bernal Supelano trat der Ordensgemeinschaft der Redemptoristen bei, legte die Profess am 22. August 1952 ab und empfing am 11. Januar 1959  die Priesterweihe. 
Paul VI. ernannte ihn am 27. Februar 1978 zum Apostolischen Vikar von Sibundoy und zum Titularbischof von Amudarsa. Der Apostolische Nuntius in Kolumbien, Erzbischof Eduardo Martínez Somalo, spendete ihm am 15. April desselben Jahres die Bischofsweihe; Mitkonsekratoren waren Arturo Salazar Mejía OAR, Bischof von Pasto, und Ramón Mantilla Duarte CSsR, Bischof von Garzón.
Papst Johannes Paul II. ernannte ihn am 29. März 1990 zum Bischof von Arauca. Am 10. Januar 2003 wurde er zum Bischof von Líbano-Honda ernannt und am 25. März desselben Jahres in das Amt eingeführt. 
Johannes Paul II. nahm am 28. Februar 2004 seinen vorzeitigen Rücktritt an.